# Lucanus derani
Lucanus derani es una especie de coleóptero de la familia Lucanidae.

## Distribución geográfica
Habita en Birmania.